# Kinheim
Kinheim è un comune di 790 abitanti della Renania-Palatinato, in Germania.
Appartiene al circondario (Landkreis) di Bernkastel-Wittlich (targa WIL) ed è parte della comunità amministrativa (Verbandsgemeinde) di Traben-Trarbach.
È composto dal capoluogo e dalla frazione di Kindel, unite da un ponte sopra la Mosella.